# James Scarlett (1er baron Abinger)
James Scarlett (13 décembre 1769 - 17 avril 1844), est un avocat, homme politique et juge anglais.

## Jeunesse et éducation
Scarlett est né en Jamaïque, où son père, Robert Scarlett, avait des biens. À l'été 1785, il est envoyé en Angleterre pour terminer ses études à Hawkshead Grammar School et ensuite au Trinity College de Cambridge, où il obtient son baccalauréat en 1789. Entré à Inner Temple il suit les conseils de Samuel Romilly, étudie le droit seul pendant un an, puis suit les cours de George Wood. Il est admis au barreau en 1791 et rejoint le circuit nord et les sessions du Lancashire .

## Carrière juridique et politique
Bien que Scarlett n'ait que peu de connexions dans son milieu professionnel, il construit une grande pratique, se limitant finalement à la Cour du Banc du Roi et au circuit nord. Il est Conseiller de la reine en 1816 et, de cette époque jusqu'à la fin de 1834, il est l'avocat le plus titré du barreau; il est particulièrement efficace devant un jury et ses revenus ont atteint 18 500 £, une somme importante pour cette période. Il entre au Parlement en 1819 comme député whig de Peterborough, représentant cette circonscription avec une courte pause (1822-1823) jusqu'en 1830, date à laquelle il est élu pour l'arrondissement de Malton. Il devient procureur général et chevalier lorsque Canning forme son ministère en 1827; et bien qu'il ait démissionné quand le duc de Wellington est arrivé au pouvoir en 1828, il reprend le poste en 1829 et est sorti avec le duc en 1830 .
Son opposition au projet de loi de réforme parlementaire le fait quitter les Whigs et rejoindre les conservateurs, et il est élu, d'abord à Cockermouth en 1831 puis en 1832 à Norwich, où il siège jusqu'à la dissolution du Parlement en 1835. Il est nommé lord chef baron de l'Échiquier en 1834 et préside cette cour pendant plus de neuf ans. Il est nommé au Conseil privé à la fin de cette année. Il est élevé à la pairie en tant que baron Abinger, d'Abinger dans le comté de Surrey et de la ville de Norwich en 1835, prenant son titre du domaine du Surrey qu'il avait acheté en 1813. Les qualités qui lui ont valu le succès au barreau n'ont pas été égalées sur le banc; il avait la réputation d'être injuste et des plaintes ont été déposées au sujet de son attitude dominatrice à l'égard des jurys .
Pendant ses études en Angleterre, il est devenu le tuteur d'Edward Moulton, qui plus tard a pris le nom de famille de sa mère, et est devenu le père du poète Elizabeth Barrett Browning. Les Scarletts et les Barretts étaient amis depuis de nombreuses années en Jamaïque, et il semble naturel que James Scarlett ait été choisi pour garder un œil sur le jeune Moulton, alors que le garçon est à l'école en Angleterre.

## Famille
Lord Abinger s'est marié deux fois (la deuxième fois seulement six mois avant sa mort) et, avec sa première femme (décédée en 1829), a trois fils et deux filles, le titre passant à son fils aîné, Robert. Son deuxième fils est le général Sir James Yorke Scarlett, chef de la charge de cavalerie lourde à Balaklava. Son troisième fils, Peter Campbell Scarlett (en), est diplomate. Sa fille aînée, Mary, épouse John Campbell (1er baron Campbell), et est elle-même créée baronne Stratheden. Sir William Anglin Scarlett, le frère cadet de Lord Abinger, est juge en chef de la Jamaïque. Alors qu'il assiste au circuit de Norfolk le 2 avril, Lord Abinger est soudainement frappé d'apoplexie et est décédé dans son logement à Bury .